# Cautano
Cautano – miejscowość i gmina we Włoszech, w regionie Kampania, w prowincji Benewent.
Według danych na I 2009 gminę zamieszkiwało 2141 osób przy gęstości zaludnienia 108,5 os./km².